# Хауэлл, Томас Джефферсон
Томас Джефферсон Хауэлл (англ. Thomas Jefferson Howell; 1842—1912) — американский ботаник-систематик.

## Биография
Томас Джефферсон Хауэлл родился 8 октября 1842 года в семье Бенджамина Хауэлла и Элизабет Мэтьюс на территории округа Купер в Миссури. В 1850 году семья Хауэллов с 5 детьми переехала в Орегон. Томас Джефферсон учился в школе всего 3 месяца в 1855 году, затем учился самостоятельно.
В 1877 году Хауэлл издал свою первую ботаническую статью, описывающую известные растения Орегона, Вашингтона и Айдахо, одновременно предлагая в ней на продажу живые растения и гербарные образцы. Томас вёл переписку со множеством ботаников, в том числе с такими известными учеными как: Asa Gray, George Vasey, Liberty Hyde Bailey, Sereno Watson, отправляя им гербарные образцы на определение. Его полевые заметки не сохранились, но образцы собранных растений раскрывают многие местоположения исследований проводимых Томасом Джефферсоном: река Колумбия, гора Гуд, Долина Джона Дэй, Гора Стивенс, Долина Харни, юго-запад штата Орегон, Тилламук, Те-Далс, Гора Адамс, Северо-западная Калифорния, Уоско, Юго-Восточная Аляска.
В 1893 году Хауэлл женился на Эффи Макилвейн. С 1897 по 1903 Томас издал книгу A flora of northwest America, первую полную монографию флоры северо-запада США.
3 декабря 1912 года Томас Хауэлл скончался.

## Некоторые научные работы
- Howell, T.J. (1897—1903). A flora of northwest America. 7 vols., 792 p. ISBN 3-7682-1170-3